# Allerheiligenkirche (Tvrdošín)

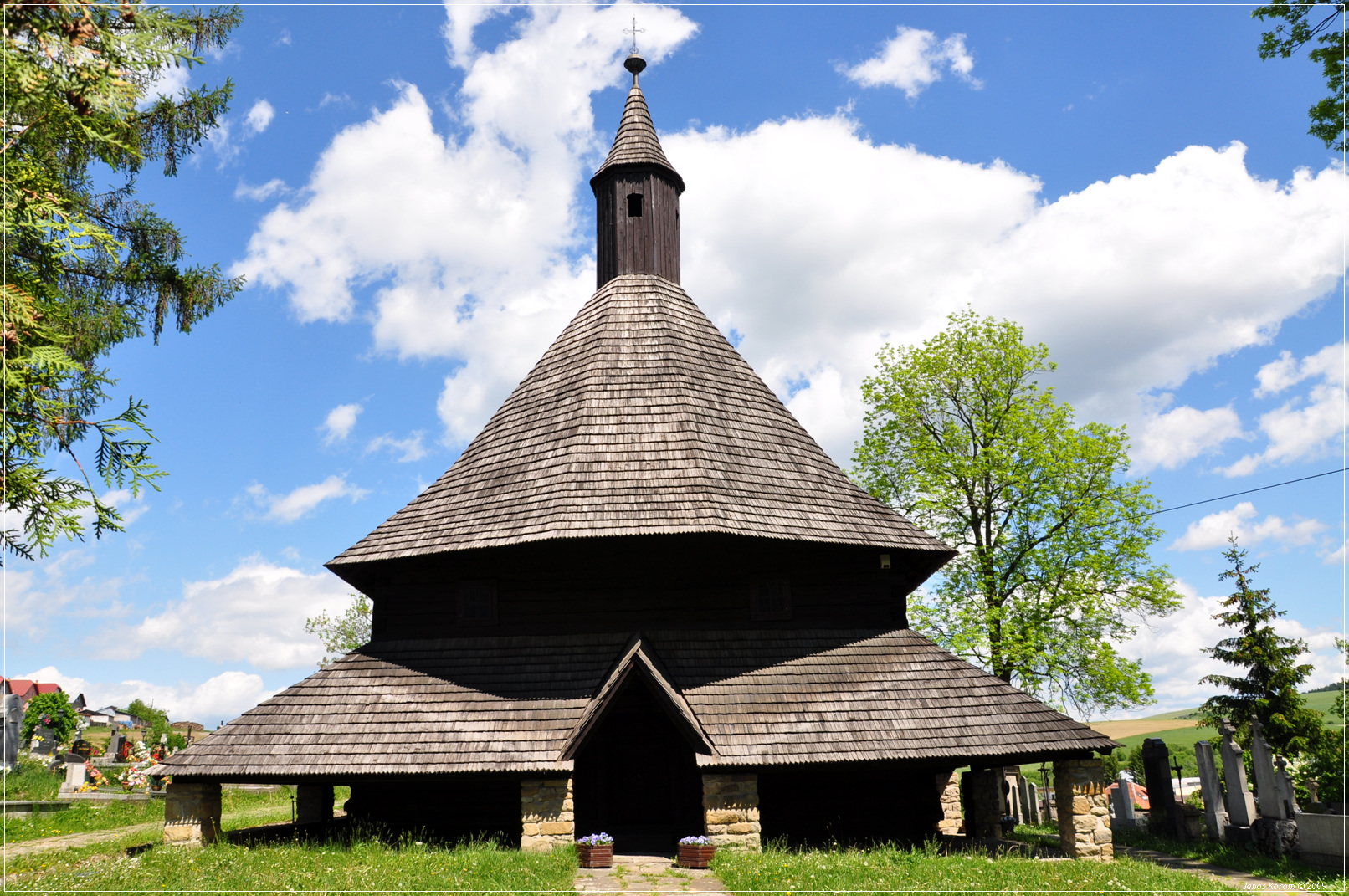
Allerheiligenkirche in Tvrdošín

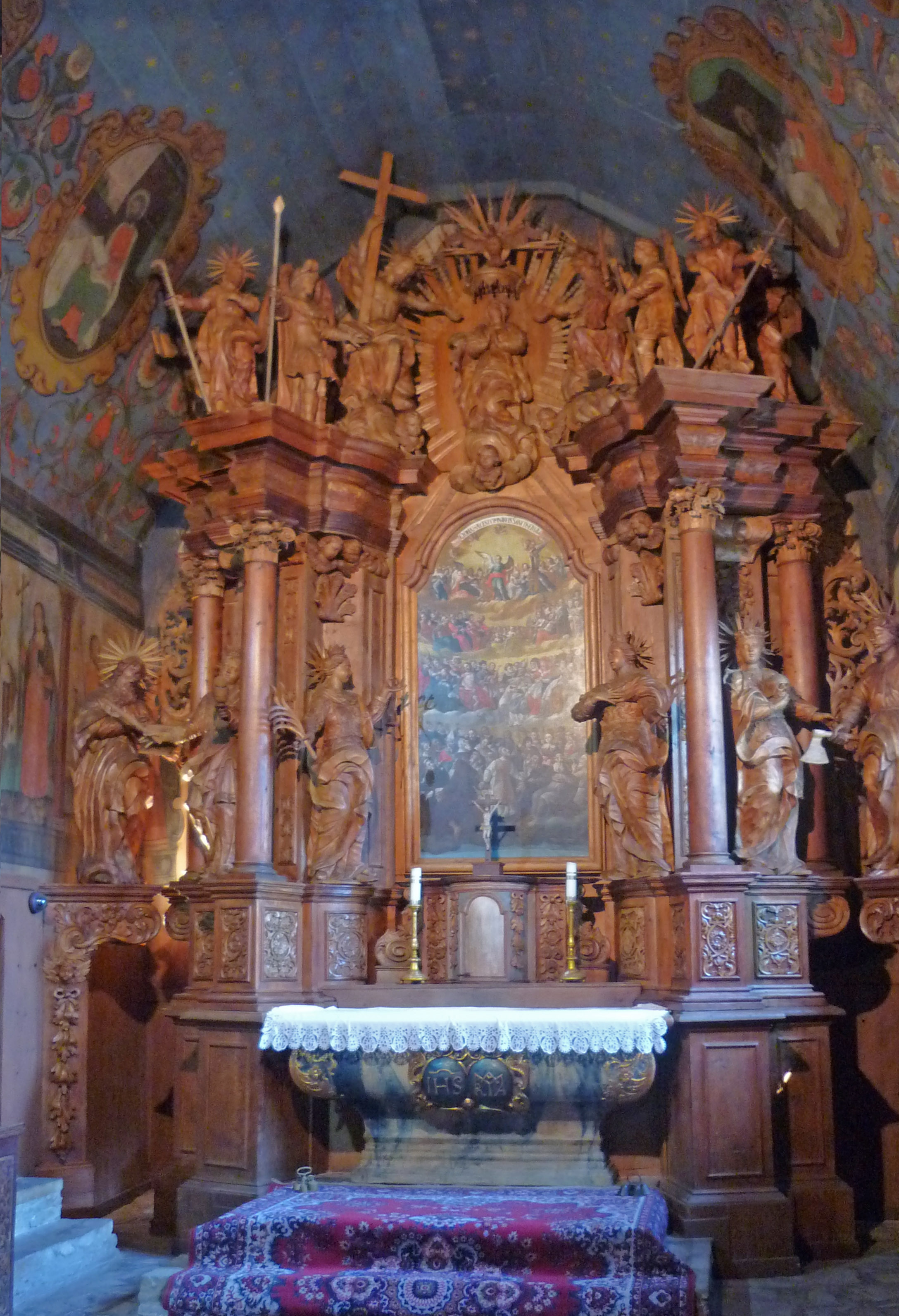
Hauptaltar der Kirche

Die Allerheiligenkirche (slowakisch Kostol Všetkých svätých) ist eine römisch-katholische Holzkirche in der Stadt Tvrdošín, Žilinský kraj, Slowakei. Sie trägt das Patrozinium aller Heiligen und befindet sich am städtischen Friedhof.
Die gotische Kirche wurde im 15. Jahrhundert gebaut und gegen Mitte des 16. Jahrhunderts erneuert. Im 17. Jahrhundert wurde sie im Stil der Renaissance umgebaut. Es handelt sich um einen Blockbau mit einem rechteckigen Raum, Presbyterium und einer gemalten Renaissance-Kassettendecke im Inneren und einem hohen Schindeldach mit einem kleinen, schlanken Turm. Die Dominante der Kirche ist ein barocker Altar mit Plastiken aus der ersten Hälfte des 18. Jahrhunderts. Die Kanzel mit Plastiken von Evangelisten stammt aus dem Jahr 1654. Aus dem ursprünglichen gotischen Altar befindet sich in der Kirche nur ein Flügel mit Fragmenten von Gemälden des Apostels Petrus und Johannes des Täufers aus dem frühen 16. Jahrhundert, das mittige Gemälde Beweinung Christi ist heute in einem Museum in Budapest ausgestellt.
Heute werden in der Kirche zwei Messen jährlich abgehalten, und zwar an Allerheiligen (1. November) und an Allerseelen (2. November).
Seit 2008 ist die Kirche Teil des UNESCO-Welterbes: „Holzkirchen im slowakischen Teil der Karpaten“.